# Пројектил
Пројектил (лат. речи proicere — бацити) је  физичко тело или сложено средство намењено за гађање неког циља. Најчешће је саставни део метка и једини његов део који након испаљења остварује контакт са циљем. Пројектил у ширем смислу може бити и свако чврсто тело које се путем бацања или путем пуцња доводи у покрет, по путањи у којој је он препуштен само себи. Код ватрених оружја пројектил је, као и оружје за његово испаљење, измишљен да усмрти или изазове повређивање и све остале узгредне последице у живим бићима (животињама и људима). Првобитни пројектили који су били у виду куглица, кроз вишевековну историју развоја ватреног оружја мањао је, у циљу постизања најефикаснијег дејста, и свој облик и свој састав. Сви данашњи јединачни пројектили имају ваљкаст (цилиндрични) облик са заобљеним, куполастим или зашиљеним врхом.

## Историјат
Први покушаји примене пројектила настали су веома давно још у праисторији када је човек почео са коришћењем камења као средстава за гађање и и уништење циљева, у циљу напада, одбране или прибављања хране. Како му је овај материјал био лако доступан, јер се налазио свуда у природи, није било неопходно да он са собом носи веће количине „пројектила“. Нешто касније са открићем барута камене пројектиле човек је користио и за ручно ватрено оружје а нарочито за топове, јер му је камен био при руци у току опсаде градова када је постојао проблем снабдевања муницијом.
Проналаском барута почело је и конструисања првог ручног и другог ватреног оружја. Експериментисало се са различитим материјалима који је требало да пројектиле начине све убитачнијим или разорнијим средством у борби против живе силе (војника и других бранилаца и нападача) или у лову животиња. Камене кугле убрзо су замењене оловним пројектилима у облику цилиндра са зашиљеним или заобљеним предњим делом. Овом променом пројектили су добили веће убрзање, домет и разорну моћ али нису побољшала сигурност поготка. Тек појавом вучених цеви са жлебовима који пројектиле при проласку кроз цев доводе у стање ротације, постигнути су бољи резултати при погодцима на већој удаљености.
За лично наоружање, све више почиње примена металних пројектила, прво од олова, које је омогућавало лаку деформацију, обраду и формирање пројектила загревањем. Појавом вучених цеви и цеви са ротационим жлебовима, све више се са округлих прелази на цилиндричне облике пројектила, са заобљеним, удубљеним или заоштреним предњим делом и применом разних материјала.
И данас се још увек користи олово као основа за израду пројектила, али се из разлога бољег балистичког деловања оно комбинује са другим металима бакром, никлом, челиком или легурама бакра са никлом и бакра са цинком .

## Врсте
Поред различитог облика, а у зависности од врсте оружја, различит је састав пројектила. 
Пројектили за револвере
Ови пројектили сачињени су од меканог олова или олова очврслог с мало антимона или калаја. Ови пројектили се лако деформишу и распарчавају. 
Пројектили за пиштољ и пушке
Пројектили за пушке и пиштоље имају средину од олова које је покривено кошуљицом од бакра, никла, челика или легура бакра са никлом и бакра са цинком.
Експандирајући пројектили
Постоје и специјалне врсте пројектила,  експандирајући пројектили или дум-дум пројектили, према неправилном али одомаћеном називу у српском језику. Овим пројектилима недостаје кошуљица на врху, или на њима постоје уздужни засеци, или им је врх издубљен, услед чега се овај пројектил у контакту са ткивима тела деформише и распарчава, наносећи устрељеној особи теже повреде у односу на друге пројектиле.
Није тешко замислити каква ће бити излазна рана након експандирајућег пројектила. У зони устрела, стрелнок канала и излазне ране долази до делимичног и потпуног разарања мишићног, поткожног ткива, крвних судова са великим радијалним пукотинама у региону излазне ране. Уколико се још десе и повреде костију, такве повреде су по правилу комплексне а ломови костију  са губитком коштаних фрагмената и са малом вероватноћом преживљавања. 
Експлозивни пројектили
Постоје и прави експлозивни пројектили који садрже експлозивна средства, чије се дејство испољава након поготка. Ови пројектили могу бити:
- Такозвани трасирајући пројектили,  са баријум-хидроксидом у себи, који ствара пламен.
- Запаљиви пројектили, у којима се налази бели фосфор, који се у додиру са ваздухом пали.

Пројектили за ловачке пушке
Ови прокектили у себи садрже оловну сачму различите величине.
| Пушчана муниција | Пројектили | Ловачка сачма | Пиштољска муниција |  |
| ---------------- | ---------- | ------------- | ------------------ |  |
|                  |            |               |                    |  |

## Видови дејстава пројектила на тело
Према Попову пројектили испољавају четири вида дејстава на тело када се њихова кинетичка енергија претвори у рад:
- Пробојно дејство, које настаје када је енергија пројектила велика. Услед пробојног дејства делићи ткива на који пројектил наилази бива избијен и потпуно уништен, тако да на том месту заостане рупаст дефект.
- Дејство у виду клина, настаје када је енергија пројектила смањена, и тада ткива бивају једноставно размакнута или расцепљена.
- Дејство у виду удара, ако је енергија пројектила толико мала да не може да савлада отпор ткива, он делује као тупина замахнутог механичког оруђа.
- Разорно дејство, настаје од пројектила велике кинетичке енергије, затим када долази до изражаја хидродинамичко дејство, код оштећене кошуљице и деформисаног пројектила и код извртања пројектила.

## Механизам настанка устрелне ране нанете пројектилом
Проласком кроз ткиво, пројектил преноси део своје кинетичке енергије на околину. Ударни талас, генерисан кинетичком енергијом, одбацује ткива у свим правцима око пројектила. На овај начин настаје тзв., „привремена шупљина“ устрелине. Она код пројектила велике кинетичке енергије може бити и 30 до 40 пута већа од њега. У шупљини се ствара позитиван ваздушни притисак који достиже и до 100 атмосфера. Време трајања шупљине је неколико милисекунди. Због цикличног трансфера кинетичке енергије на околна ткива једна од особина ове шупљине су и њене пулзације. Постепеним губитком кинетичке енергије зрна долази и до постепеног престајања пулсација. Значај пулсација „привремене шупљине“ је што наизменичним променама позитивног и негативног притиска у њој долази до усисавања ваздуха и околног страног материјала у рану. Овим се и објашњава примарна контаминација устрелиних рана полиморфном флором. Ово и чини суштинску разлику у начину контаминације између стрелних повреда и мирнодопских отворених повреда или прелома. Овакав начин контаминације полиморфном флором је од есенцијалног утицаја на основне принципе хируршког лечења. На степен коштаних и мекоткивних деструкције и карактеристике устрелине утичу: балистичке карактеристике пројектила, карактеристике повређеног ткива,  раздаљине између ватреног оружја и тела..

### Карактер устрелине у зависнсости од балистичких карактеристика пројектила
На степен коштаних и мекоткивних деструкције и карактеристике устрелина утичу следеће балистичке карактеристике: кинетичка енергија пројектила, врсте оружја или експлозивне направе.:

#### Карактер устрелине у зависности од кинетичке енергије пројектила
Ефекти дејства пројектила на ткива и обим разарања првенствено зависе од величине његове кинетичке енергије, дужине и облика путање зрна, облика и стабилности зрна, упадног угла и удаљености тела од оружја.. Основни фактор који утиче на квантитет и квалитет обима разарања живих ткива је кинетичка енергија зрна.. Велика кинетичка енергија омогућава пројектилу не само да се пробија на путу напред већ и да протреса ткиво и околину. Она се са практичног аспекта изражава брзину пројектила израженом бројем метара у секунди. Сви пројектили са брзином већом од 750 до 800 м/сек. имају велику кинетичку енергију. Ефекат дејства пројектила на ткиво зависи од количине енергије која се у моменту продирања пројектила предаје ткивима. Количина те енергије директно је пропорционална маси пројектила и квадрату брзине (m v2).
Ротација пројектила велике кинетичке енергије повећава његово трење при паролазу кроз ткива, при чему ткива бивају ишчупана и понета до извесне даљине. Оваквим начинима деловања ткива се се озлеђују на већем простору од величине самог перојектила.

#### Карактер устралине од врсте оружја или експлозивне направе
Дугогодишња пракса је показала да устрелине настале пројектилима велике кинетичке енергије прадстављају специфичну патолошко морфолошку структуру. Са аспекта морфологије стрелног канала и делом начина лечења, разликују се од рана насталих пројектилима мале кинетичке енергије. Велику кинетичку енергију имају пројектили из савремених аутоматских пушака, митраљеза и слично, док малу кинетичку енергију имају зрна из револвера, пиштоља, класичних аутомата те делом из карабина. Јасна и егзактна граница између ефеката овог оружја не постоји. Врло често, ако се ради о повређивању из апсолутне или релативне близине, пројектили мале кинетичке енергије могу дати исти ефекат као пројектили велике кинетичке енергије.
Метак из ловачког оружја која се пуни сачмом од олова различите величине, наноси устрелине које имају нешто другојачије карактерисике. Сачма по изласку из оружја иде у маси све до растојања од 270 см а онда се расипа, тако да се на телу повређене особе може наћи већи број улазних отвора са већим бројем стрелних канала. Тако се на на растојању 4,5 од отружја налази велики број улазних отвора распоређених на простору пречника 25 до 29 см, на 9 метара 40 до 50 см, а на 18 метара 75 см. Све наведене вредности су просечне, и зависе од модела оружја. Ране од ловачких пушака имају карактеристичне устрелине. У просторима рана се често налазе делови пуњења чауре (чеп, филц, картон итд)
Фрагменти експлозивних средстава (мине, ручне бомбе, касетне бомбе итд) имају велику кинетичку енергију у близини места експлозије и могу нанети различите врсте повреда поред устрелина (бласт повреде, опекотине од пламена и корозивних хемикалија-изједине, и тровања гасовима). Устрелина фрагментима у принципу настаје од ситних металних и чврстих фрагмената. Почетна брзина ових фрагманта може бити и до 3.000 м/сек. Са квадратом растојања, њихова кинетичка енергија нагло пада.
| Устрелина колена нанета сачмом | Устрелина грудног коша са зрном у срцу | Устрелина рамена нанета сачмом |
| ------------------------------ | -------------------------------------- | ------------------------------ |
|                                |                                        |                                |

## Карактеристике устрелина нанетих пројектилом из ватреног оружја
У највећем броју случајева устрелине су отворене. Оне обухватају повреде меких ткива, унутрашњих органа и повреде са преломима костију. Уобичајено је да се ови преломи називају »стрелни преломима«.
У односу на положај пројектила приликом продирања кроз ткива, устрелине могу бити тангенцијалне, устрелне и прострелне. За ове последње, карактеристичан је улазни и излазни отвор са стрелним каналом. Он није увек праволинијски, већ је често неправилан, због промене правца пројектила и дејства секундарних пројектила.
Код устрелних рана сва количина енергије се троши на стварање привремене шупљине, док је код прострелних рана количина енергије која се предаје ткивима једнака разлици енергије коју пројектил има при улазу и излазу из ткива.

## Карактеристике устрелина нанетих пројектилом у облику фрагмента
За устрелине настале фрагментима минско експлозивних средстава карактеристичан је и тзв., минско - бластни ефекат, настао дејством „ударног таласа“. Он се преноси ваздухом, водом и чврстом подлогом (солид бласт). Савремена експлозивна оружја конструишу се тако, да фрагментирају у велики број малих парчади. У овој технологији најдаље се отишло у конструисању касетних бомби.
Устрелине нанесене експлозивним средствима често се карактеришу трауматским ампутацијама, конквасацијом, мултипле и комбиноване повреде.
Постоје изражене морфолошке карактеристике између стрелних канала повреда нанесених зрнима и фрагментима минскоексплозивних средстава.. Ове устрелине се одликују великим дефектима коже и поткожног ткива, раскидима мишића и неправилним дубоким џеповима који садрже секундарне пројектиле. У односу на повреде настале зрнима, ове су ране чешће устрелног типа са пратећим повредама великих крвних судова и живаца. Ови услови представљају веома погодну средину за развој инфекција и то у првом реду анаеробних.
- Устрелина настале дејством пројектила
- Прострелна рана бутине
- Вађење пројектила из устрелине
- Устрелина у пределу трбуха
- Руптура поглавине настала дејством пројектила
- Устрелина ноге са бласт повредом